# قز-قیه
قز-قیه (به لاتین: Kyz-Kyya) یک روستا در قرقیزستان است که در شهرستان کمین واقع شده‌است. قز-قیه ۱۰۰ نفر جمعیت دارد و ۱٬۴۲۰ متر بالاتر از سطح دریا واقع شده‌است.